# Smarandache–Wellinprimtal
Smarandache–Wellinprimtal är Smarandache–Wellintal som även är primtal.
Ett Smarandache–Wellintal är ett heltal som i en given bas är den konkatenering av de n första primtalen i den basen, och är uppkallade efter Florentin Smarandache och Paul R. Wellin.
De första Smarandache–Wellinprimtalen är:
2, 23, 2357, … (talföljd A069151 i OEIS)
Det fjärde har 355 siffror och slutar med siffrorna 719.
Primtalen i slutet av konkatenering av Smarandache–Wellinprimtal är:
2, 3, 7, 719, 1033, 2297, 3037, 11927, … (talföljd A046284 i OEIS)
Index över Smarandache–Wellinprimtalen i talföljden av Smarandache–Wellintal är:
1, 2, 4, 128, 174, 342, 435, 1429, … (talföljd A046035 i OEIS)
Det 1429:e Smarandache–Wellintalet är ett sannolikt primtal med 5719 siffror som slutar med 11927, vilket upptäcktes av Eric W. Weisstein år 1998. Om det är ett bevisat primtal kommer det att bli det åttonde Smarandache–Wellinprimtalet. I mars 2009 uppvisade Weissteins sökande index för nästa Smarandache-Wellinprimtal (om det finns) är minst 22077.